# Xã Nishnabotny, Quận Crawford, Iowa
Xã Nishnabotny (tiếng Anh: Nishnabotny Township) là một xã thuộc quận Crawford, tiểu bang Iowa, Hoa Kỳ. Năm 2010, dân số của xã này là 995 người.